# Gesves
Gesves [ʒɛːv] (en wallon Djeve) est une commune francophone de Belgique située en Région wallonne dans la province de Namur, ainsi qu'une localité où siège son administration.
« Le pays où l'eau fait chanter la pierre. »

## Géographie
À Gesves, pays du cheval, le cadre naturel est un patrimoine essentiel et varié, c'est sa richesse. On y trouve de profondes vallées boisées et sombres (le Samson entre Gesves et Faulx), de grandes étendues, couvertes de riches cultures (la campagne du Barsy, entre Gesves et Sorée), de petits terroirs cernés par la forêt ressemblant à des oasis (Strud), des canyons étroits mais garnis de maisons en pierre bleue(Goyet)… L'entité compte cinq villages et plusieurs hameaux, réunis depuis la fusion de communes au premier janvier 1977. Chaque village, excepté Sorée, possède au moins un château. Entre Faulx-Les Tombes et Gesves - sur le Samson - se trouve l'ancienne abbaye de Grandpré. Les rivières qui s'écoulent de par les différents villages sont le Samson et le Houyoux qui sont des affluents de la Meuse.

### Sections
| # | Nom              | Superficie (km²) | Habitants (2020) | Habitants par km² | Code INS |
| - | ---------------- | ---------------- | ---------------- | ----------------- | -------- |
| 1 | Gesves           | 20,59            | 3.118            | 151               | 92054A   |
| 2 | Faulx-les-Tombes | 13,84            | 1.815            | 131               | 92054B   |
| 3 | Mozet            | 8,53             | 640              | 75                | 92054C   |
| 4 | Haltinne         | 13,97            | 1.091            | 78                | 92054D   |
| 5 | Sorée            | 8,08             | 544              | 67                | 92054E   |

### Hameaux
Goyet, Strud, Gramptinne et Haut-Bois

### Communes limitrophes
|       | Andenne          |           |
| Namur | Gesves           | Ohey      |
|       | Assesse - Hamois | Havelange |

## Population et évolution démographique

### Démographie: Avant la fusion des communes
- Source: DGS recensements population

### Démographie: Commune fusionnée
En tenant compte des anciennes communes entraînées dans la fusion de communes de 1977, on peut dresser l'évolution suivante :
Les chiffres des années 1831 à 1970 tiennent compte des chiffres des anciennes communes fusionnées.
- Source: DGS , de 1831 à 1981=recensements population; à partir de 1990 = nombre d'habitants chaque 1 janvier[2]

## Histoire
La commune présente de nombreux sites témoins d'une occupation humaine préhistorique, dont les grottes de Goyet, associées aussi à une faune ancienne. Le plus ancien insecte fossilisé connu a par ailleurs été trouvé dans une carrière de Strud. Dans le même gisement, récemment redécouvert après un siècle dans les collections de l'Université de Liège, Max de Strud, fossile d'un tétrapode vieux de 350 millions d'années. Ce fossile représente un chaînon « manquant » entre la vie aquatique et la vie terrestre.
L’histoire du château de Gesves débute au XIVe siècle lorsque, dans un but militaire, Evrard de Bolland, Seigneur de Gesves, fait édifier une tour de défense ronde sur le site d'une boverie de la vallée du Samson, connue depuis le Xe siècle. Après sa mort, sa famille construit une maisonnette fortifiée et entourée de douves. Cette tour a été un temps recouverte d’une toiture en bulbe. En ce début de XXIe siècle, la tour existe encore.
- La demeure fortifiée a été transformée au cours du temps. Elle devient d’abord au XVIIe siècle, une sorte de résidence de plaisance avec un plan en L et une tourelle carrée en son centre. En 1870, son propriétaire la transforme à nouveau. La profondeur du bâtiment est doublée, la façade adaptée aux conventions néo-gothiques y compris l’ajout de deux tourelles. L’ensemble est ceint par un mur et des grilles. On voit encore dans le domaine les tours carrées, reliquat de la ferme.

Propriétaires successifs par achat, succession ou mariage :
- XIVe siècle : Evrard de Bolland
- Début XVIIe siècle : famille Veneyken
- fin XVIIe siècle : Nicola de Jaquier
- XVIIIe siècle : famille Chabot
- XVIIIe siècle : Charles-Raymond, vicomte de Baillet et de Dourbes, seigneur de Merlemont, acquièrt la seigneurie et le château le 21 février 1759 [3]
- Fin XVIIIe siècle et XIXe siècle : passe au comte van den Berghe de Limminghe, puis à Albert Bon Henri de le Vingne (1820-1889), banquier et président du tribunal de commerce de Tournai.
- En 1865, Marie-Eugénie de le Vingne, héritière du château de Gesves, épouse le banquier Jules Houtart (1844-1928). Leur fils le baron Maurice Houtart fut ministre des Finances (1926-32) et des Colonies (1926-27), puis sénateur. Le château appartient toujours à la famille Houtart de nos jours.

Le territoire de la commune compte deux mémoriaux aux pilotes de la Royal Air Force. L'un d'eux commémore l'équipage d'un Lancaster JI-C de la 514e escadrille, abattu le 18 novembre 1943. Il a été érigé le 18 novembre 2000.

## Héraldique
|  | La ville possède des armoiries qui lui ont été octroyées le 3 novembre 1931 et confirmées le 26 novembre 1981. Les anciennes armoiries sont dérivées de celles des plus anciens seigneurs de Gesves connus et furent colorisées pour Daniel de Gesves en 1357. La famille a dirigé le domaine jusqu'en 1574. En 1931, les armoiries étaient blasonnées : D'azur semé de croisettes recroisettées d'or à la croix du même brochant sur le tout. L'actuel est celui de 1981. Les armoiries actuelles combinent les anciennes au premier et quatrième quartier et les anciennes armoiries de Mozet en 2 et 3. Ces dernières avaient été octroyées à l'ancienne commune de Mozet le 8 décembre 1952. Elles étaient blasonnées : D'argent à la bande de gueules chargée de trois étoiles d'or. Blasonnement : Ecartelé: aux 1 et 4 d'azur semé de croisettes recroisettées d'or à la croix du même brochant, aux 2 et 3 d'argent à la bande de gueules chargée de trois étoiles d'or à cinq rais. Source du blasonnement : Heraldy of the World. |

## Politique et administration

### Conseil et collège communal 2024-2030
Ci-dessous, le tableau des résultats des élections communales de 2024.
| Parti | Parti                    | Voix (2024) | Voix (2018) | % (2024) | % (2018) | +/-    | Sièges | +/- | Collège |
| ----- | ------------------------ | ----------- | ----------- | -------- | -------- | ------ | ------ | --- | ------- |
|       | ECOLO                    | 635         | 953         | 12,84%   | 19,90%   | 7.06 % | 2 / 19 | 1.0 | Oui     |
|       | RPG+                     | 2.050       | -           | 41,44%   | -        | 0.0 %  | 9 / 19 | 9.0 | Oui     |
|       | LCG                      | 578         | -           | 11,68%   | -        | 0.0 %  | 2 / 19 | 2.0 | Non     |
|       | GEM                      | 1.482       |             | 29,96%   |          | 0.0 %  | 6 / 19 | 6.0 | Non     |
|       | LAC                      | 202         | -           | 4,08%    | -        | 0.0 %  | 0 / 19 | 0.0 | Non     |
|       | RPG plus                 | -           | 1.753       | -        | 36,60%   | 0.0 %  | - / 19 | 7.0 | Non     |
|       | Gesves de Mieux en Mieux |             | 2.050       |          | 43,51%   | 0.0 %  | - / 19 | 9.0 |         |
| Total | Total                    | 4 947       | 4 790       | 100 %    | 100 %    |        | 19     |     |         |

Ci-dessous, le hit parade des candidats à la suite des élections communales de 2024. 
| Ordre | Hit parade candidats | Listes | Apparantement | Nombre de voix |
| ----- | -------------------- | ------ | ------------- | -------------- |
| 1     | Martin Van Audenrode | RPG+   | PS            | 1319           |
| 2     | Simon Lacroix        | GEM    | MR            | 837            |
| 3     | Nathalie Pistrin     | RPG+   | LE            | 631            |
| 4     | Banoît Debatty       | RPG+   | LE            | 428            |
| 5     | Denis Balthazart     | GEM    | MR            | 426            |

| Collège communal   |                      |                                                       |
| ------------------ | -------------------- | ----------------------------------------------------- |
| Bourgmestre        | Martin Van Audenrode | PS - Rassemblement Pluraliste Gesvois (RPG+)          |
| 1er Échevin        | Arnaud Deflorenne    | Ecolo                                                 |
| 2e Échevin         | Benoit Debatty       | Les Engagés - Rassemblement Pluraliste Gesvois (RPG+) |
| 3e Échevine        | Julie Dupont         | Les Engagés - Rassemblement Pluraliste Gesvois (RPG+) |
| 4e Échevin         | Philippe Hermand     | Les Engagés - Rassemblement Pluraliste Gesvois (RPG+) |
| Présidente du CPAS | Nathalie Pistrin     | Les Engagés - Rassemblement Pluraliste Gesvois (RPG+) |

## Patrimoine et culture

### Patrimoine architectural
- Eglise Saint-Martin. Edifice construit en 1845 en style néo-classique[7].
- Chapelle Saint-Roch, rue Communale. Edifice construit en 1766[7].
- Château de Gesves, rue Petite. L'ancienne avouerie de Poilvache est citée en 1333, lorsque le comte de Luxembourg la donna en fief à Evrard de Bolland. Propriété des Vereyken au milieu du XVIIe siècle, passée en 1677 à Nicolas de Jacquier, en 1712, elle est vendue aux Chabo, à la fin du XVIIIe siècle aux Baillet et au XIXe siècle aux Limminghe[8].

## Personnalités
- Joseph Delhalle, résistant membre de l'Armée belge des partisans, déporté et décédé au camp de concentration de Bergen-Belsen.
- Joachime Dehant, citoyen guéri miraculeusement à Lourdes en 1908.

- Vincent Verleyen, de la fromagerie du Samson, Premier Fromager de Belgique en 2014[9]